# Federação Eslovena de Voleibol
A Federação Eslovena de Voleibol  (em esloveno: Odbojkarska zveza Slovenije OZS) é  uma organização fundada em 1991 que governa a pratica de voleibol na Eslovênia, sendo membro da Federação Internacional de Voleibol e da Confederação Européia de Voleibol, a entidade é responsável por  organizar  os campeonatos nacionais de  voleibol masculino e feminino no país.